# Charles Armijo Woodruff
Pour les articles homonymes, voir Armijo et Woodruff.
Charles Armijo Woodruff, né le 12 janvier 1884 à Santa Fe au Nouveau-Mexique et mort le 23 novembre 1945 à New York, est un homme politique américain. Il est gouverneur des Samoa américaines de 1914 à 1915.